# Desatelizace komunistického Rumunska

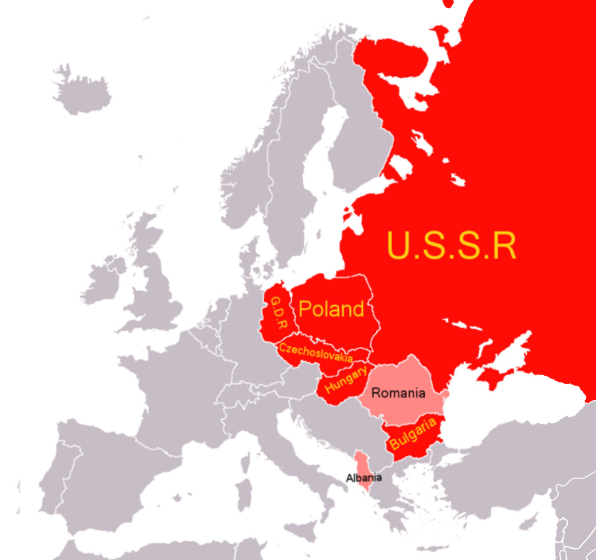
Varšavská smlouva na počátku 60. let 20. století. Rumunsko a Albánie jsou vyznačeny světle červenou barvou, zatímco ostatní země Varšavské smlouvy jsou ponechány v červené barvě.

Desatelizace komunistického Rumunska, respektive Rumunské lidové republiky (1947–1965) a následně Rumunské socialistické republiky (1965–1989), byl proces, jenž v 60. letech 20. století znamenal vymanění Rumunska ze sféry vlivu Sovětského svazu a jeho zbavení statusu sovětského satelitu. Rumunské vedení dosáhlo desatelizace částečně tím, že využilo chyb a zranitelnosti generálního tajemníka Nikity Chruščova. Nezávislost politiky Rumunska na SSSR byla ze strany Moskvy tolerována, neboť vládnoucí strana se nehodlala vzdát komunismu. Ačkoli Rumunsko členem Varšavské smlouvy i Rady vzájemné hospodářské pomoci zůstalo, poslušným členem ani jedné z organizací již nadále nebylo.:s.189
Ještě před nástupem Nicolae Ceaușesca k moci bylo Rumunsko na rozdíl od ostatních zemí Varšavské smlouvy z politického hlediska skutečně nezávislou zemí. Do jisté míry tomu tak bylo dokonce více než v případě Kuby (socialistický stát, který nebyl členem Varšavské smlouvy). Rumunský režim byl do značné míry odolný vůči sovětskému politickému vlivu a Ceaușescu byl jediným vyhlášeným odpůrcem glasnosti a perestrojky. Vzhledem ke konfliktním vztahům mezi Bukureští a Moskvou Západ nepovažoval Sovětský svaz za odpovědného za politiku prováděnou Rumunskem, jako tomu bylo v případě jiných zemí v regionu, například Československa a Polska. Na začátku roku 1990 sovětský ministr zahraničí Eduard Ševardnadze nepřímo potvrdil neexistenci sovětského vlivu na Ceaușescovo Rumunsko. Na otázku, zda pro něj má smysl navštívit Rumunsko necelé dva týdny po jeho revoluci, Ševardnadze odpověděl, že pouze osobní návštěvou Rumunska může zjistit, jak „obnovit sovětský vliv“.
Nezávislost Rumunska ponechávala jen malý prostor pro nezávislost ostatních, a proto muselo být izolováno. Koncem 60. let minulého století navrhovali polský premiér Władysław Gomułka a bulharský premiér Todor Živkov dokonce vyloučení Rumunska z Varšavské smlouvy kvůli Rumunskem navrhovaným změnám Smlouvy o nešíření jaderných zbraní. Následné prohlášení o podpoře sovětského návrhu smlouvy o nešíření jaderných zbraní – podepsané bez účasti Rumunska – poprvé ukázalo veřejnosti neshody mezi Rumunskem a ostatními členy Varšavské smlouvy. Pražské jaro umožnilo Rumunsku změnit svou izolaci zpět v nezávislost. Ceaușescovo Rumunsko mělo v rámci Varšavské smlouvy přinejmenším stejný vliv jako Francie Charlese de Gaulla v rámci NATO,[ujasnit] avšak namísto toho, aby Rumunsko z Varšavské smlouvy vystoupilo, jakožto učinil de Gaulle v případě integrovaných struktur NATO, začalo rumunské vedení vnímat výhody smlouvy jako nástroj k prosazování své nezávislosti.
V době, kdy sovětský maršál Andrej Grečko přebíral roku 1960 velení Varšavské smlouvy, Rumunsko i Albánie již byli prakticky mimo pakt. Na počátku 60. let Grečko zahájil programy, jejichž cílem bylo zabránit šíření rumunské doktrinální hereze, jež ohrožovala jednotu a soudržnost paktu, mezi ostatní členy paktu. Žádné jiné zemi se nepodařilo uniknout z vlivu Varšavské smlouvy tak jako Rumunsku a Albánii. Zatímco Albánie v roce 1968 z paktu formálně vystoupila, Rumunsko nikoli. Důvodem jeho setrvání byl Ceaușescův zájem na zachování hrozby invaze v rámci paktu, aby se sám mohl vydávat za nacionalistu, a také privilegovaný přístup k partnerům v NATO a místo na různých evropských fórech, které by jinak nemohl získat. Například Rumunsko a zbytek Varšavské smlouvy vedený Sověty tvořily dvě odlišné skupiny při vypracovávání Helsinského závěrečného aktu.
Někteří historici, jako například Robert King a Dennis Deletant, se staví proti používání termínu „nezávislý“ pro popis vztahů Rumunska a Sovětského svazu a upřednostňují výraz „autonomie“ vzhledem k jeho pokračujícímu členství v Radě vzájemné hospodářské pomoci i Varšavské smlouvě a jeho oddanosti socialismu. Tento pohled však nepodává vysvětlení, proč Rumunsko v červenci 1963 zablokovalo vstup Mongolska do Varšavské smlouvy, proč hlasovalo pro rezoluci OSN z listopadu 1963 o vytvoření bezjaderné zóny v Latinské Americe, zatímco ostatní socialistické země se zdržely hlasování, nebo proč se v roce 1964 postavilo proti Sovětským svazem navrhované „silné kolektivní odvetě“ proti Číně – pro uvedení jen několik příkladů z let 1963–1964.

## Dějiny

### Desatelizace (1956–1965)
Po nastolení vlády ovládané rumunskou komunistickou stranou v roce 1945 se země brzy stala bezvýhradným sovětským satelitem. Rozhodnutí týkající se zahraniční a hospodářské politiky byla přijímána v Moskvě a loajálně prováděna místními komunisty. Období nezpochybnitelné sovětské nadvlády trvalo až do roku 1955.
Dlouhodobou ambicí komunistického vůdce Gheorghe Gheorghiu-Deje bylo stažení všech sovětských vojsk z rumunského území. Toho se nakonec podařilo dosáhnout 25. července 1958, kdy Rumunsko oznámilo, že veškerá sovětská vojska opustila jeho území, což byl pravděpodobně největší posun v zemi od roku 1956 do Dejovy smrti v roce 1965. Podle mírové smlouvy z roku 1947 měla sovětská vojska s využitím posádky v Rumunsku pomáhat bránit zásobovací linie k sovětským základnám v Rakousku. Po uzavření rakouské státní smlouvy v roce 1955 a stažení tamní Rudé armády byla tato záminka bezpředmětná a Rumuni navrhli Sovětům, aby přehodnotili potřebu udržovat v Rumunsku vojenskou přítomnost. Reakce Nikity Chruščova byla nepřátelská a po potlačení maďarské revoluce v roce 1956 bylo „dohodnuto“, že Rudá armáda bude muset v Rumunsku zůstat.
Na zasedání Varšavské smlouvy v květnu 1958 bylo nicméně v souladu s Chruščovovým přáním zlepšit vztahy se Západem oznámeno stažení Rudé armády z Rumunska. Toto rozhodnutí bylo pravděpodobně přijato také proto, aby se zmírnil rumunský hněv kvůli zacházení s vůdcem maďarské revoluce Imre Nagyem, který byl po svém zatčení převezen do Rumunska a rumunským letadlem odletěl zpět na tajný soudní proces do Maďarska.
Stahování sovětských vojsk začalo počátkem července a bylo ukončeno koncem měsíce. Jednalo se o první významný krok směrem k desovětizaci a desatelizaci Rumunska a zdálo se, že již není cesty zpět. Stažení sovětských vojsk v roce 1958 spolu s čínsko-sovětským rozkolem poskytlo Rumunsku příležitost nově uspořádat své postavení v rámci Rady vzájemné hospodářské pomoci. Korporace SovRom, jejichž prostřednictvím Sověti vykonávali téměř výlučnou kontrolu nad rumunskou ekonomikou, byly zrušeny již v roce 1954. V roce 1963 byly mnoha ulicím a veřejným místům navráceny jejich původní názvy či – v případech, kdy byly původní názvy politicky nepřijatelné – byly místo ruských názvů dány názvy rumunské. Ruský institut v Bukurešti byl uzavřen a během několika let přestala být ruština druhým vyučovacím jazykem na rumunských školách. V prosinci 1964 byli z Rumunska staženi sovětští poradci – včetně poradců ve zpravodajských a bezpečnostních službách. Gheorghiu-Dej zemřel v březnu 1965. Jeho nástupce Nicolae Ceaușescu usiloval o národní samostatnost s „démonickou zběsilostí“.:s.185–186, 189 Rumunský apel na nacionalismus byl neslučitelný se satelitním statusem.
V dubnu 1964 Rumunsko formálně vyhlásilo politickou nezávislost na Sovětském svazu a podrobně popsalo své plány na přeorientování ekonomiky na zemědělství a těžbu přírodních zdrojů. Rumunská kampaň za nezávislost vyvrcholila 22. dubna 1964, kdy rumunská komunistická strana vydala prohlášení, v němž deklarovala, že „každá marxisticko-leninistická strana má svrchované právo...vypracovat, zvolit nebo změnit formy a metody socialistické výstavby“ a že „neexistuje žádná „mateřská“ strana a „potomek“ strany, žádná „nadřízená“ a „podřízená“ strana, ale pouze velká rodina komunistických a dělnických stran, které mají stejná práva“, a dodala, že „neexistují a nemohou existovat žádné jedinečné vzory a recepty“. To se rovnalo vyhlášení politické a ideologické nezávislosti na Moskvě.
Protože výraz „lidová republika“ obvykle označoval satelitní status na sovětské orbitě, změnila rumunská ústava z roku 1965 oficiální název země na „socialistická republika“. V 60. letech 20. století byl také vypuštěn odkaz na „sovětské osvoboditele“ ve státní hymně.

### Další vývoje (1965–1984)
Během éry Nicolae Ceaușesca, která započala v roce 1965, došlo v Rumunsku k znárodnění a personalizaci politické moci. V roce 1962 navrhli sovětští ekonomové podřídit ekonomiku východní Evropy, včetně Rumunska, nadnárodnímu plánovacímu orgánu Rada vzájemné hospodářské pomoci. Od roku 1964 se postoj rumunského vedení k mezinárodním otázkám často a výrazně lišil od postoje Sovětského svazu. K určitému zlomu došlo v roce 1968, kdy Ceaușescu veřejně kritizoval invazi vojsk Varšavské smlouvy do Československa a odmítl zapojení své země. Rumunsko se v roce 1972 oficiálně obrátilo na Evropské hospodářské společenství s žádostí o preferenční obchodní podmínky a opakovaně zaujímalo nezávislé postoje v OSN. V roce 1973 se Rumunsko stalo první zemí Varšavské smlouvy, která uskutečňovala většinu svého obchodu s nekomunistickými zeměmi.
Roku 1967 přijala Rada vzájemné hospodářské pomoci „princip zainteresované strany“, podle kterého se kterákoli země mohla odhlásit z jakéhokoli projektu, jenž si vybrala, a zároveň umožnil ostatním členským státům využívat mechanismy Rady vzájemné hospodářské pomoci ke koordinaci svých činností. V zásadě mohla kterákoli země stále vetovat určitou politiku, ale doufala, že jednoduše ustoupí nebo bude neochotným účastníkem. Cílem tohoto opatření bylo alespoň částečně umožnit Rumunsku, aby si určilo vlastní hospodářský kurz, aniž by zcela opustilo Radu vzájemné hospodářské pomoci nebo přivedlo organizaci k zastavení činnosti. Za vlády Ceaușesca plánovalo Rumunsko nejnezávislejší zahraniční politiku ze všech zemí Varšavské smlouvy. Rumunsko, které již nemělo na svém území sovětská vojska, se v roce 1962 přestalo účastnit cvičení vojsk Varšavské smlouvy. Rumunsko, nejméně aktivní člen Rady vzájemné hospodářské pomoci, bylo členem Mezinárodního měnového fondu a Světové banky. Za svou ekonomickou volnost vděčilo z velké části produkci ropy a obilí, která ho zbavovala sovětských ekonomických pák.
V roce 1974 Rumunsko zamítlo sovětskou žádost o výstavbu železnice z Oděsy přes východní Rumunsko do Varny. Tato širokorozchodná železnice mohla být využita k přepravě velkých armádních jednotek do Bulharska. Rumunsko se stavělo proti využívání svého území cizími vojsky a spolu s Bulharskem bylo jedním ze dvou členů Varšavské smlouvy, kteří nedovolili umístění cizích vojsk na svém území, ať už sovětských či jiných. Ačkoli se Rumunsko účastnilo společných leteckých a námořních cvičení Varšavské smlouvy, nedovolilo tato cvičení konat na svém území. Kromě toho, že Ceaușescu nedovolil manévry Varšavské smlouvy ani vybudování sovětských základen v Rumunsku, ukončil sovětskou indoktrinaci a výcvik v rumunské armádě a zabránil sovětským důstojníkům zasahovat do rozhodování rumunského personálu.
I když Rumunsko zůstalo členem Varšavské smlouvy, nadále se odchylovalo od řady sovětských mezinárodních politik. Odsoudilo sovětskou invazi do Afghánistánu a jako jediná země Varšavské smlouvy se zúčastnilo letních olympijských her v Los Angeles v roce 1984, které zbytek Varšavské smlouvy bojkotoval v reakci na bojkot letních olympijských her v Moskvě v roce 1980 vedený Spojenými státy. Rumunsko bylo „přidružené, ale nezávislé“. Sovětské obchodní dotace v letech 1960–1978 pro ostatních pět států Varšavské smlouvy se pohybovaly od 4,6 miliardy dolarů (Bulharsko) do 23,7 miliardy dolarů (Východní Německo). V případě Rumunska byly sovětské obchodní dotace v tomto období záporné, celkem bylo vyplaceno půl miliardy dolarů čistých implicitních obchodních daní.

## Zahraniční politika Rumunska během desatelizace
Zatímco Rumunsko a SSSR podepsaly v roce 1970 sovětsko-rumunskou smlouvu o přátelství, spolupráci a vzájemné pomoci, Rumunsko pokračovalo ve své nezávislé politice. Během čínsko-sovětského rozkolu zůstalo Rumunsko neutrální a udržovalo přátelské vztahy s Čínou, v lednu 1967 uznalo svrchovanost Západního Německa a po ukončení šestidenní války nepřerušilo diplomatické vztahy s Izraelem. Rumunsko také působilo jako jeden ze zprostředkovatelů egyptsko-izraelských rozhovorů, které vedly k uzavření dohod z Camp Davidu, proti níž se postavil SSSR. Když ostatní země východního bloku přerušily diplomatické styky s Chile po tamním protikomunistickém puči v září 1973, Rumunsko takový postup odmítlo.
V roce 1979, po Sovětským svazem podporované invazi Vietnamu do Demokratické Kampuče, se Rumunsko stalo první členskou zemí Varšavské smlouvy, jež ve Valném shromáždění OSN hlasovala proti postoji Sovětskému svazu. Rovněž nadále uznávalo Rudé Khmery jako legitimní představitele Kambodže v OSN (Rumunsko bylo jednou z deseti zemí, které si v Kambodži udržovaly velvyslanectví v době Pol Potovy vlády). Když Sovětský svaz v roce 1979 napadl Afghánistán, Rumunsko se zdrželo hlasování o rezoluci Valného shromáždění OSN vyzývající k okamžitému a bezpodmínečnému stažení sovětských vojsk. O měsíc později se Rumunsko na setkání komunistických států v Sofii připojilo k Severní Koreji a odmítlo invazi podpořit.